# Oreophryne zimmeri
Oreophryne zimmeri és una espècie de granota que viu a Indonèsia.